# Achmednabi Achmednabiev
Achmednabi Omardibirovič Achmednabiev (in russo Ахмеднаби Омардибирович Ахмеднабиев?; Karata, 29 dicembre 1958 – Semender, 9 luglio 2013) è stato un giornalista russo, vicedirettore del settimanale indipendente Novoe Delo.
Il 9 luglio 2013, alle 7 di mattina, venne ucciso a colpi d'arma da fuoco fuori dalla sua casa di Semender, un sobborgo di Machačkala, in Daghestan, Russia. Il suo nome era stato inserito nella lista dei critici delle forze dell'ordine locali, per aver denunciato gli abusi dei diritti umani e aver difeso i musulmani.

## Formazione
Prima di diventare giornalista, Achmednabi Achmednabiev aveva speso la sua vita nel campo medico, venendo formato come dottore e specializzandosi in cardiologia. Aveva praticato la medicina a Karata, suo villaggio natale, prima di trasferirsi in Daghestan.
Lungo il corso della sua carriera da giornalista, Achmednabiev aveva ricevuto numerose minacce. Nel maggio 2012 era stato minacciato via sms dopo aver riferito di un assembramento di protesta a Machačkala a seguito dell'uccisione di cinque persone a Kizljar, avvenuta due mesi prima. Achmednabiev aveva reso pubblico il messaggio di minaccia e richiesto al capo dell'FSB russo di investigare e scoprire i mandanti.

## Carriera giornalistica
Achmednabiev aveva servito per dieci anni come vicedirettore di Novoe Delo, uno dei principali quotidiani locali russi. La pubblicazione è un settimanale, critico verso le autorità, che riportava sui casi di presunta corruzione all'interno del governo. Fondato negli anni '90, Novoe Delo era altamente rispettato dai daghestani per la sua posizione politica e la sua critica delle autorità.
Achmednabiev si era occupato principalmente di politica locale e di violazioni dei diritti umani, in particolare i casi di presunti rapimenti e torture da parte della polizia.
Secondo i colleghi di Achmednabiev, le sue ultime storie avevano a che fare con il leader del suo distretto nativo di Achvachskij, al quale aveva riservato particolari critiche

## Morte
Achmednabi Achmednabiev venne ucciso da colpi multipli di arma da fuoco, al di fuori della sua casa di Semender, alle 7:30 del mattino del 9 luglio 2013, quando un veicolo passò in velocità sparando all'interno della sua auto. Achmednabiev morì sul colpo.
Achmednabiev era sopravvissuto ad un precedente tentativo di omicidio, quando degli assalitori gli avevano sparato passando in auto davanti a casa sua l'11 gennaio 2013.
Anziché classificare l'incidente come tentato omicidio, il pubblico ministero locale aveva deciso di indagare solo per danni alla proprietà. Dopo la morte di Achmednabiev, il caso venne riaperto ed aggiunto al fascicolo sull'omicidio, dopo che venne riconosciuto che entrambi i fatti erano collegati al suo lavoro giornalistico.
I responsabili sono rimasti impuniti.

## Contesto
Nel 2009 il nome di Achmednabiev era stato aggiunto ad una "lista nera" che circolava a Machačkala e che conteneva i nomi di altri otto giornalisti, uno dei quali venne ucciso a colpi d'arma da fuoco nel 2011. Chi aveva redatto la lista chiedeva vendetta per la morte di alcuni poliziotti russi. Malgrado le autorità non abbiamo mai stabilito gli autori della lista, è risaputo che essi fossero i parenti dei poliziotti daghestani uccisi da membri di gruppi religiosi estremisti.
Secondo uno dei colleghi di Achmednabiev, il suo nome era sulla lista per le sue critiche alle forze dell'ordine nei suoi articoli. Chi aveva redatto la lista aveva presunto egli fosse parte degli stessi gruppi religiosi, per aver spesso difeso la popolazione di religione musulmana del Daghestan.
Achmednabiev fu il 17º giornalista ucciso in Daghestan dal 1993.

## Impatto
La morte di Achmednabiev è uno degli ultimi esempi dei pericoli che i giornalisti russi affrontano nel difendere i diritti umani. Come risultato, i giornalisti ricorrono sempre più frequentemente all'autocensura. Numerosi omicidi di giornalisti russi rimangono irrisolti, e secondo l'OSCE ciò ha avuto un effetto negativo sui mezzi d'informazione. Pubblicazioni come Novoe Delo di Achmednabiev sono minacciate per diffamazione dalle forze dell'ordine, e ci sono stati numerosi tentativi di chiuderle. Il Daghestan è divenuto conosciuto come il posto più pericoloso per i giornalisti in Russia, mentre la stessa Russia è al 9º posto come paese più pericoloso per i giornalisti al mondo, con 340 giornalisti uccisi dal 1990 e solo il 20% dei casi indagati.

## Reazioni
Il giorno della morte di Achmednabiev, più di 170 giornalisti russi portarono il suo corpo lungo le strade di Machačkala. Ognuno portava un cartello con la scritta "Chi sarà il prossimo?" per segnalare la necessità di proteggere i giornalisti minacciati in Russia, e classificare correttamente i crimini contro di loro.
Dunja Mijatović, rappresentante OSCE per la libertà dei media, condannò l'omicidio di Achmednabiev, dichiarando che la sua morte ci ricorda che la Russia deve fare di più per garantire la sicurezza dei giornalisti.
L'ambasciatore USA all'OSCE Ian Kelly, rivolgendosi al Consiglio Permanente dell'organizzazione alla sua riunione settimanale a Vienna ricordò come gli Stati Uniti condannano l'assassinio di Achmednabiev e restano profondamente preoccupati per gli attacchi contro i giornalisti nella Federazione Russa.